# Julija Łatynina
Julija Leonidowna Łatynina (ros. Юлия Леонидовна Латынина; ur. 16 czerwca 1966 w Moskwie) – rosyjska dziennikarka i pisarka, autorka powieści fantasy i sensacyjnych, których akcja toczy się we współczesnej Rosji. Pracowała w stacji radiowej Echo Moskwy i publikowała m.in. w „Nowej Gaziecie” i „The Moscow Times”.

## Wybrana twórczość

### SeriaWiejskaja impierija(ros.Вейская империя)
- 1991 – Dieło o propawszem bogie (ros. Дело о пропавшем боге)
- 1996 – Kołduny i ministry (ros. Колдуны и министры)
- 1996 – Sto polej (ros. Сто полей)
- 1996 – Powiest’ o Zołotom gosudarie (ros. Повесть о Золотом государе)
- 1999 – Insajdier (ros. Инсайдер)
- 1999 – Powiest’ o gosudarynie Kassii (ros. Повесть о государыне Кассии)
- 1999 – Dieło o łazoriewom pis’mie (ros. Дело о лазоревом письме)

### SeriaBandit(ros.Бандит)
- 1995 – Bomba dla bankira (ros. Бомба для банкира)
- 1996 – Bandit (ros. Бандит)
- 1999 – Razbor polotow (ros. Разбор полётов)
- 2000 – Sarancza (ros. Саранча)

### SeriaOchota na izjubrja(ros.Охота на изюбря)
- 1999 – Ochota na izjubrja (ros. Охота на изюбря)
- 2000 – Stalnoj korol (ros. Стальной король)
- 2003 – Promzona (ros. Промзона)

### SeriaKawkazskij cykl(ros.Кавказский цикл)
- 2005 – Dżachannam, ili Do wstrieczy w Adu (ros. Джаханнам, или До встречи в Аду)
- 2005 – Nijazbiek (ros. Ниязбек)
- 2007 – Ziemla wojny (ros. Земля войны)
- 2009 – Nie wriemja dla sławy (ros. Не время для славы)

### Pozostałe
- 1990 – Powiest’ o Swjatom Graale (ros. Повесть о Святом Граале)
- 1994 – Klearch i Gierakleja (ros. Клеарх и Гераклея)
- 1994 – Propowiednik (ros. Проповедник)
- 1996 – Powiest’ o błagonrawnom miatieżnikie (ros. Повесть о благонравном мятежнике)
- 1997 – Zdrawstwujtie, ja Wasza „krysza”, ili nowyj Aładdin (ros. Здравствуйте, я Ваша „крыша”, или новый Аладдин)
- 2001 – Niczja (ros. Ничья)
- 2004 – Tolko gołubi letajut biespłatno (ros. Только голуби летают бесплатно)
- 2007 – Nielud' (ros. Нелюдь)
- 2012 – Russkij bułocznik. Oczerki liberał-pragmatika (ros. Русский булочник. Очерки либерал-прагматика)